# Ahlbeck (près Ueckermünde)
Pour les articles homonymes, voir Ahlbeck.
Ahlbeck est une ancienne municipalité allemande du land de Mecklembourg-Poméranie-Occidentale dans l'arrondissement de Poméranie-Occidentale-Greifswald.
Elle est aujourd'hui rattachée, avec l'ancienne commune de Bansin, à la commune d'Heringsdorf.